# Grafschaft (Rijnland-Palts)
Grafschaft is een gemeente in de Duitse deelstaat Rijnland-Palts, gelegen in de Landkreis Ahrweiler. De plaats telt 10.912 inwoners.

## Geografie en infrastructuur
De gemeente ligt in het uiterste noorden van de deelstaat Rijnland-Palts, en wordt in het noorden begrensd door Meckenheim en Wachtberg, beide gelegen in de deelstaat Noordrijn-Westfalen. In het zuiden grenst Grafschaft aan Bad Neuenahr-Ahrweiler. Het hoofddorp Ringen van de gemeente ligt slechts 3 à 4 kilometer van deze tweelingstad verwijderd.
De gemeente wordt voor het autoverkeer ontsloten via afrit 13 van de Autobahn A 565 die bij het hier nog geen kilometer vandaan gelegen Kreuz Meckenheim, juist ten noordwesten van de gemeentegrens, de Autobahn A 61 kruist. Ook de korte Autobahn A 573, in feite een invalsweg van Bad Neuenahr vanaf de A61, loopt door de gemeente.
Het openbaar vervoer in de Grafschaft is beperkt tot enige, overwegend voor forenzen- en scholierenvervoer bedoelde, buslijnen naar Ahrweiler en Bad Neuenahr v.v., waar ook de dichtstbij gelegen spoorwegstations zijn. Openbaar vervoer ontbreekt in de gemeente Grafschaft in de weekends nagenoeg geheel.

## Plaatsen in de gemeente

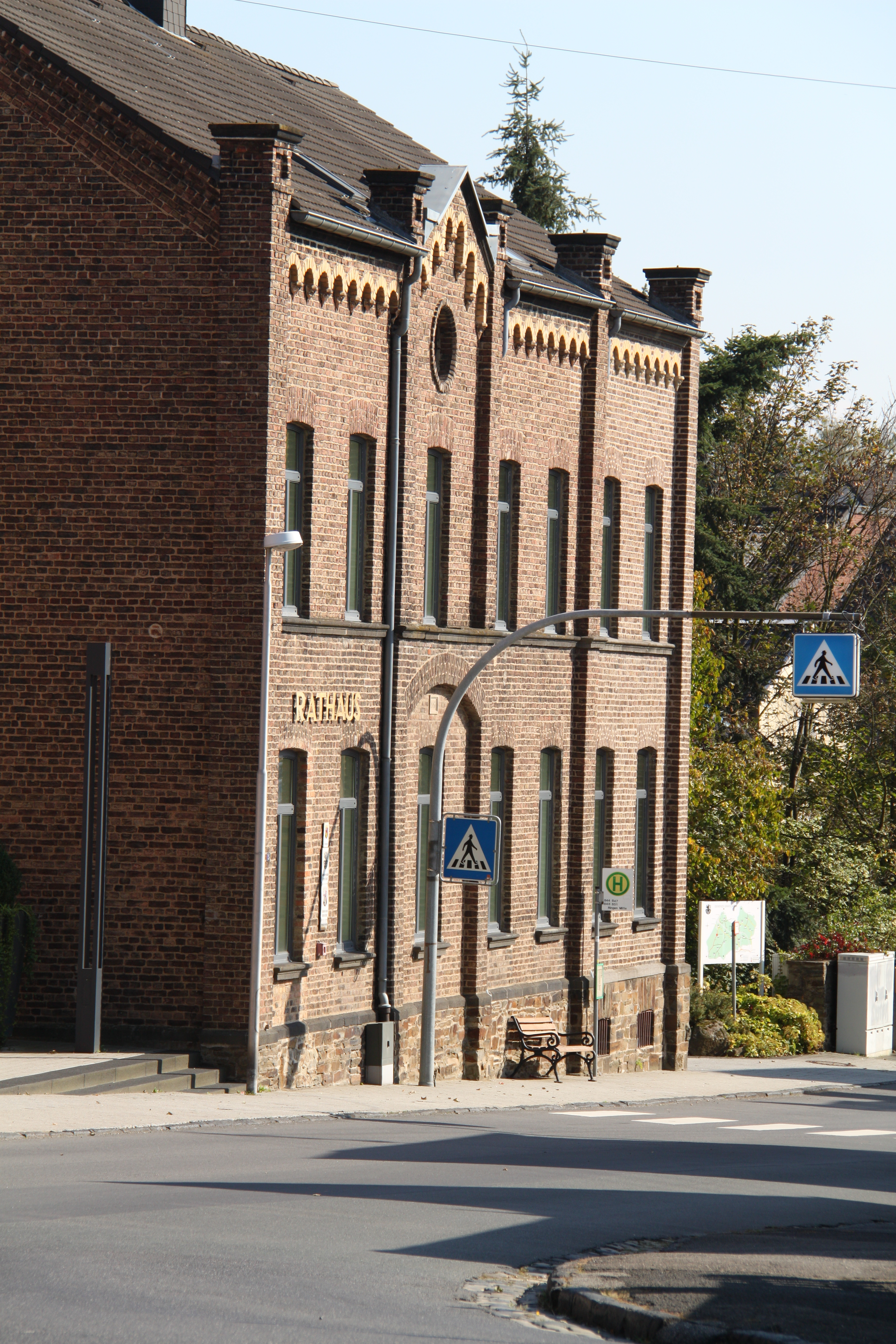
Gemeentehuis te Ringen
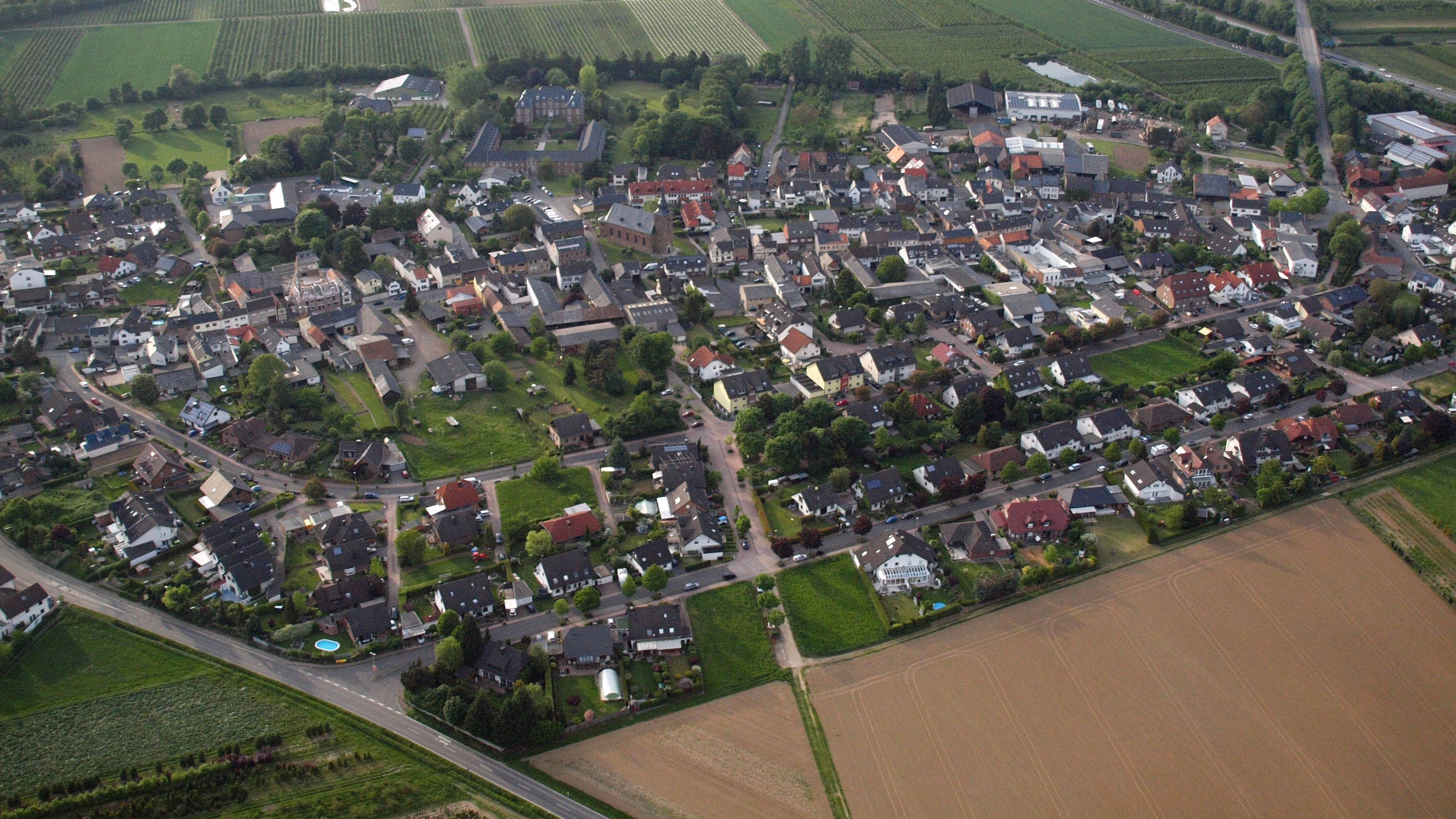
Gezicht op Gelsdorf. Linksboven op de achtergrond Kasteel Gelsdorf.
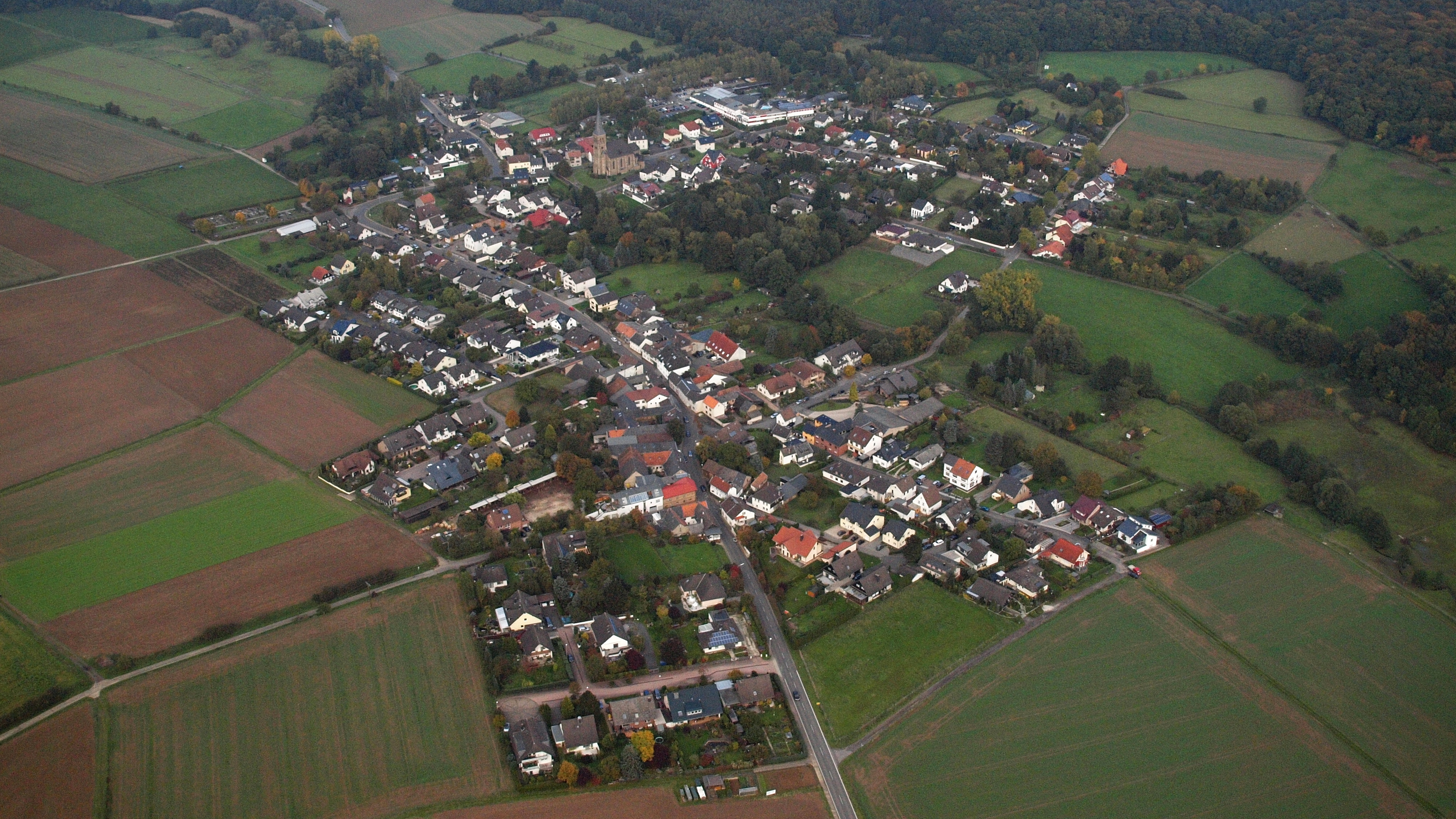
Gezicht op Holzweiler
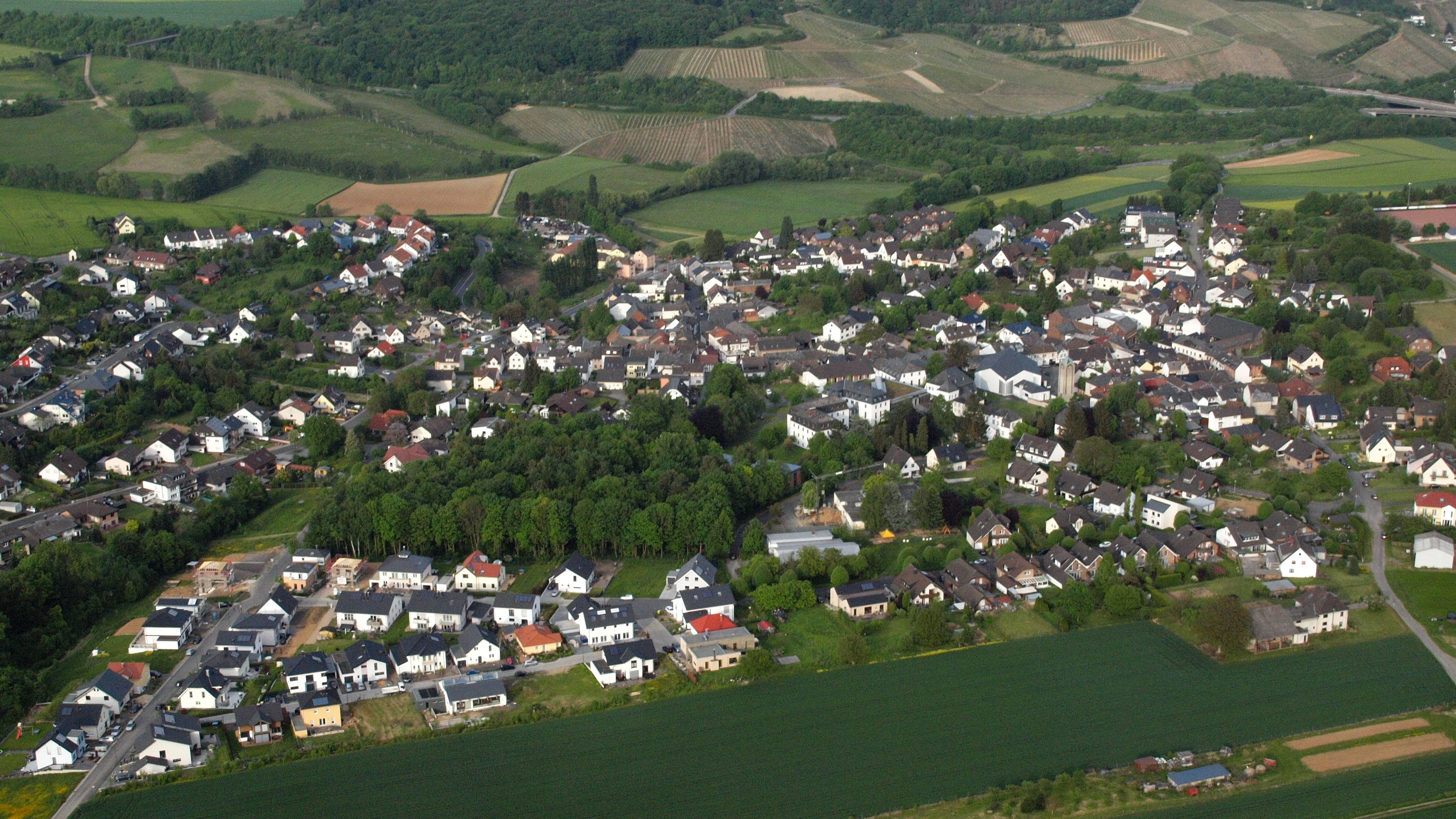
Gezicht op Lantershofen

De gemeente Grafschaft is onder te verdelen in de volgende plaatsen:
| Plaats                                  | Inwoners 31 maart 2011 |
| --------------------------------------- | ---------------------- |
| Bengen                                  | 518                    |
| Birresdorf                              | 903                    |
| Eckendorf                               | 390                    |
| Gelsdorf                                | 1.420                  |
| Holzweiler (met Alteheck en Esch)       | 1.402                  |
| Karweiler                               | 635                    |
| Lantershofen                            | 1.377                  |
| Leimersdorf (met Niederich en Oeverich) | 1.246                  |
| Nierendorf                              | 855                    |
| Ringen (met Beller en Bölingen)         | 1.921                  |
| Vettelhoven                             | 532                    |

Het dorp Ringen is de zetel van het gemeentebestuur.

## Geschiedenis
De gemeente dankt haar naam aan het voor de Napoleontische tijd hier gelegen Graafschap Nieuwenaar. In de middeleeuwen en de 16e-18e eeuw lag een groot deel van de gemeente in het Hertogdom Gulik. De Gulikse leeuw is daarom ook afgebeeld in het gemeentewapen van Grafschaft. Ze ontstond in 1974 door een fusie van enige kleinere gemeentes, in het kader van een gemeentelijke herindeling.

## Partnergemeente
Er bestaat sedert 1980  een jumelage met Fauville-en-Caux in Normandië in Frankrijk.

## Economie
Het hoofdkantoor van de bekende snoepgoedfabrikant Haribo is sedert 2019 gevestigd te Ringen, gemeente Grafschaft.
In Grafschaft-Gelsdorf is de Philipp-Freiherr-von-Boeselagerkazerne van de Bundeswehr gevestigd. Hier zetelt de Duitse militaire inlichtingendienst, het Kommando Strategische Aufklärung, dat zich bezig houdt met het verkrijgen van informatie over mogelijke risico's voor de nationale veiligheid. Naast "gewone" militaire spionage wordt er ook cyber-spionage bedreven, tegen o.a. organisaties, die zich bezighouden met cybercriminaliteit.
De gemeente kent verder nog enige land- en wijnbouw. In de gemeente Grafschaft liggen nabij de diverse Autobahnen enige bedrijventerreinen voor lokaal en regionaal midden- en kleinbedrijf.  Lantershofen bezit een traditionele destilleerderij van likeuren en andere sterke dranken.
Verder is een aanzienlijk deel van de inwoners van Grafschaft woonforens, met een baan in Bonn, Bad Neuenahr of een andere stad in de naaste omgeving.

## Bezienswaardigheden, monumentale gebouwen
- Kasteel Gelsdorf, een na brand in 1993 herbouwd kasteel met voorburcht in late barokstijl, bij Gelsdorf. In bezit van een particuliere vastgoedbelegger, die het gebouwencomplex in huurappartementen heeft verdeeld. Niet te bezichtigen.
- Kasteel Lantershofen (1708), in gebruik als rooms-katholiek priesterseminarie (één der grootste in het Duitse taalgebied). Niet te bezichtigen.
- Kasteel Vettelhoven (1890), gelegen in een fraai park; in gebruik als locatie voor bedrijfsfeesten, congressen, bruiloften e.d.
- Enige schilderachtige, oude huizen en boerderijen, vooral in de dorpen Ringen en Oeverich
- Rooms-katholieke kerkgebouwen te:
  - Bengen ( St. Lambertus, 1723)
  - Birresdorf ( St. Hubertuskapel, ca. 1671)
  - Eckendorf (St. Cosmas en Damianus, 1893, neo-gotisch)
  - Gelsdorf (St. Walburgis, 1738)
  - Holzweiler ( St. Martinus, 1898)
  - Holzweiler-Esch ( St. Michaëlskapel, 1934)
  - Karweiler (St. Catharina, 1924, met 18e-eeuwse kerktoren)
  - Leimersdorf (St. Stefanus, 1729)
  - Nierendorf (St. Pieter en Vincentius, 1898)
  - Ringen (St. Dionysius, 1773)
  - Ringen-Beller (St. Jozefskapel, 1869)
  - Vettelhoven ( H.-Kruiskapel, 1906)
- Verspreid door de gemeente staan talrijke kapelletjes, wegkruisen e.d. uit de periode 1700-1950. Deze staan doorgaans onder monumentenzorg.

## Afbeeldingen

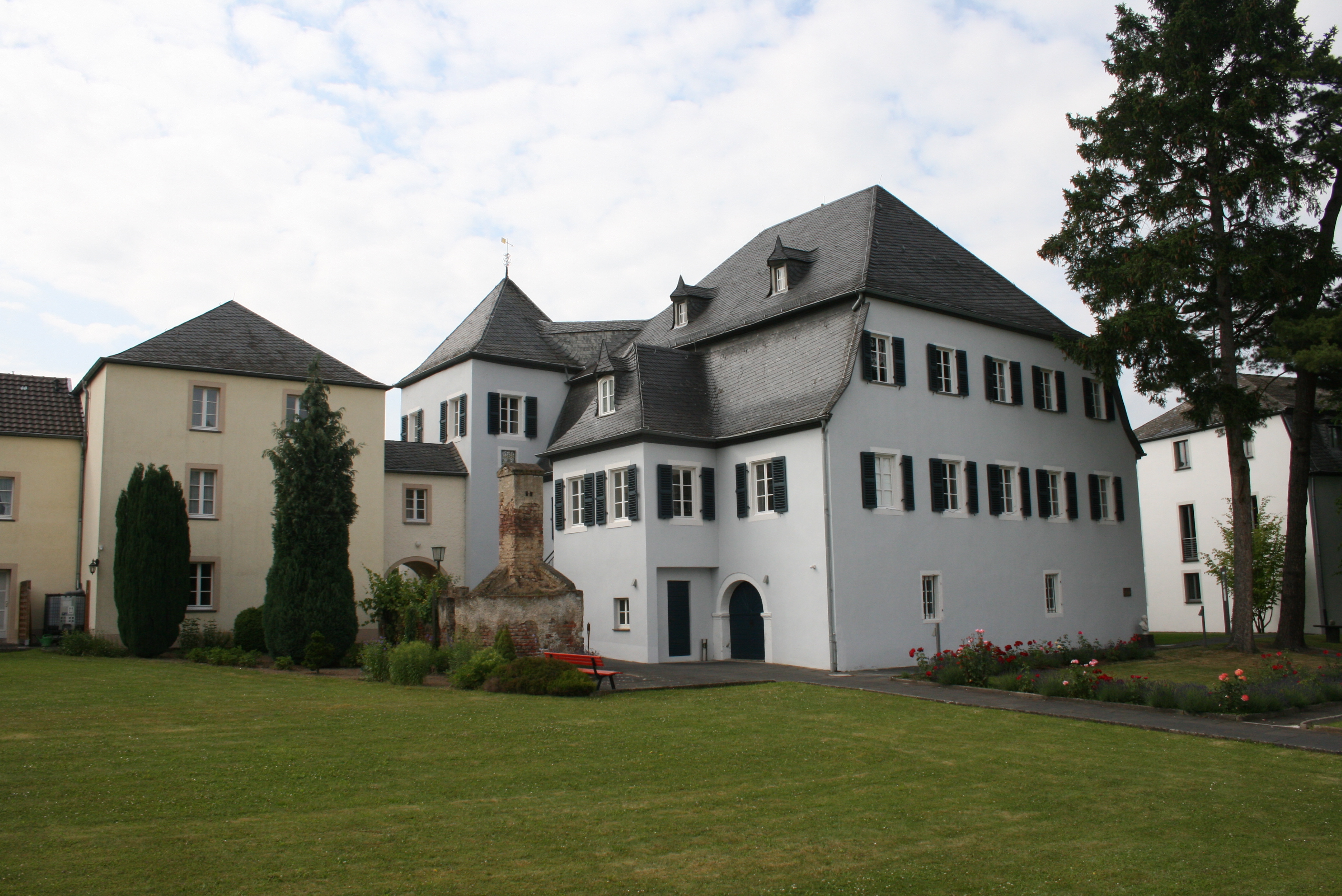
St. Lamberthuis (Kasteel Lantershofen, priesterseminarie)
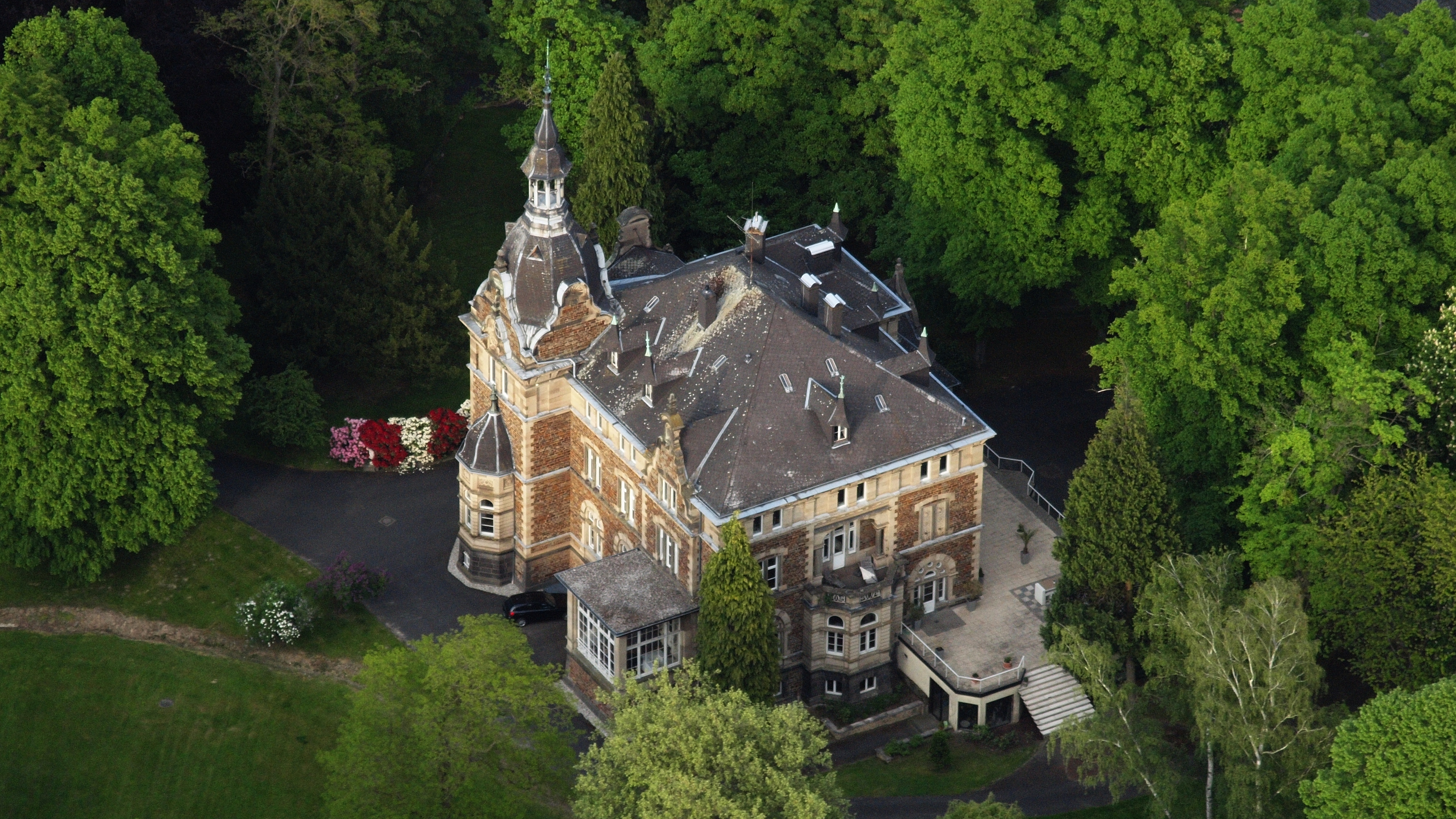
Kasteel Vettelhoven
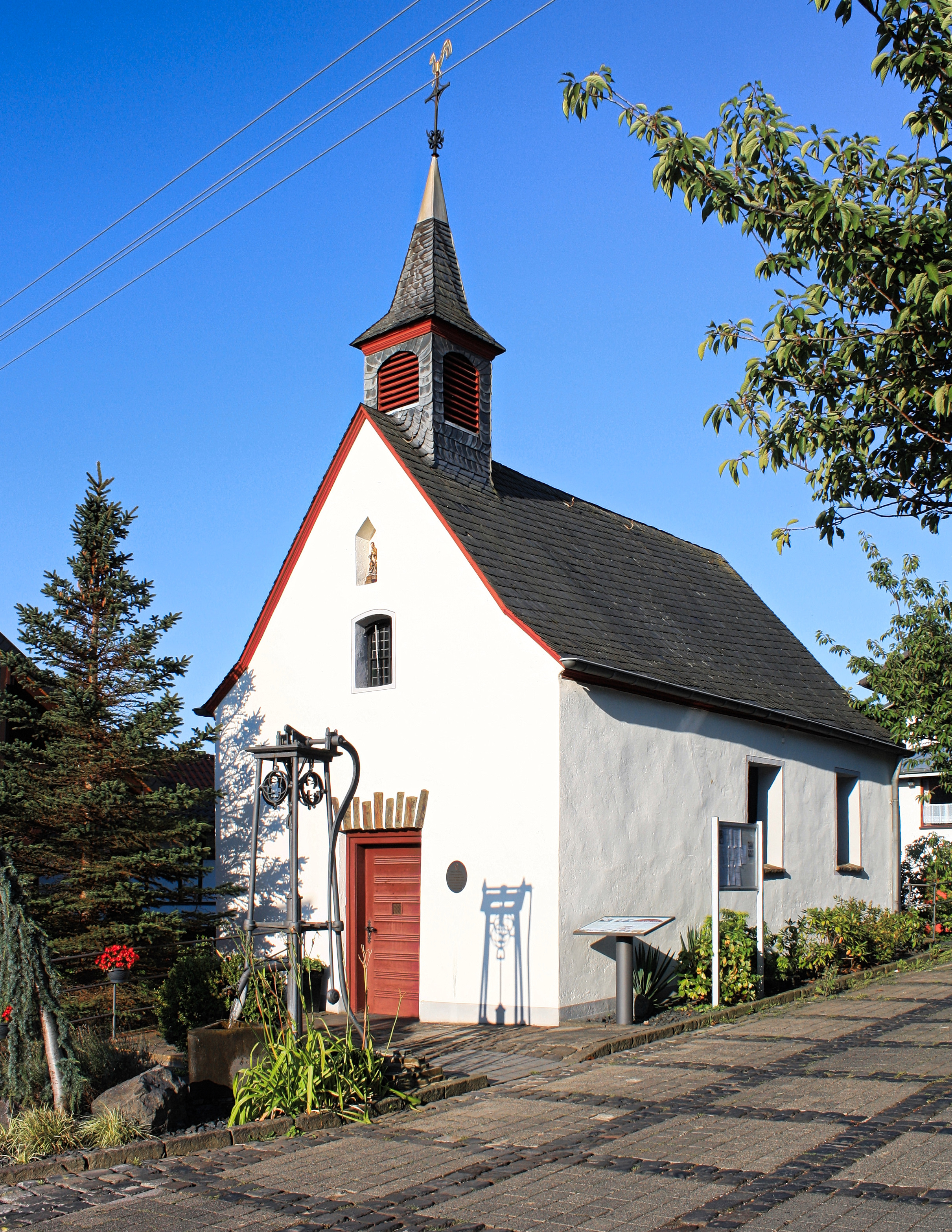
Birresdorf, St. Hubertuskapel
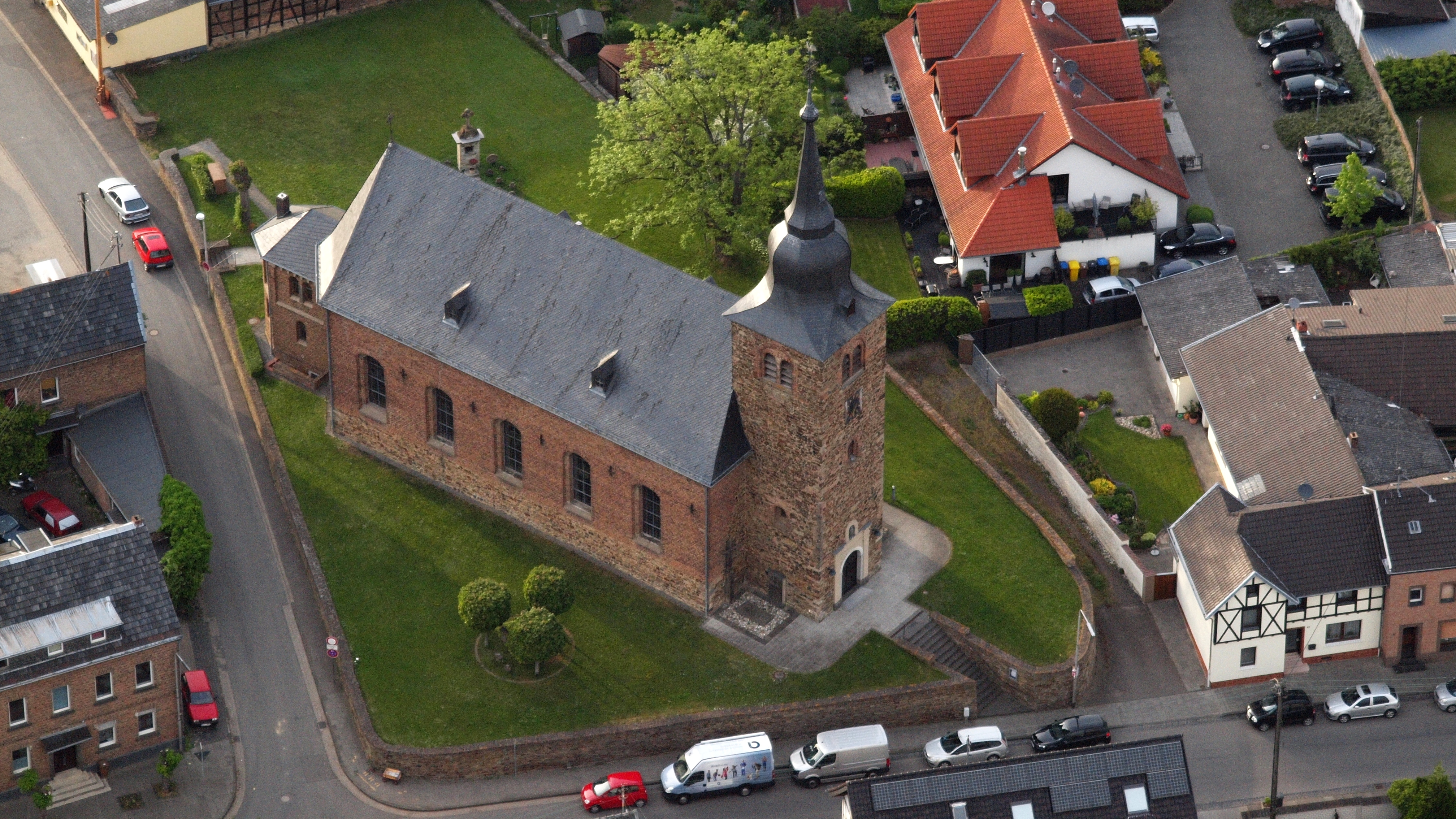
Gelsdorf, St. Walburgiskerk
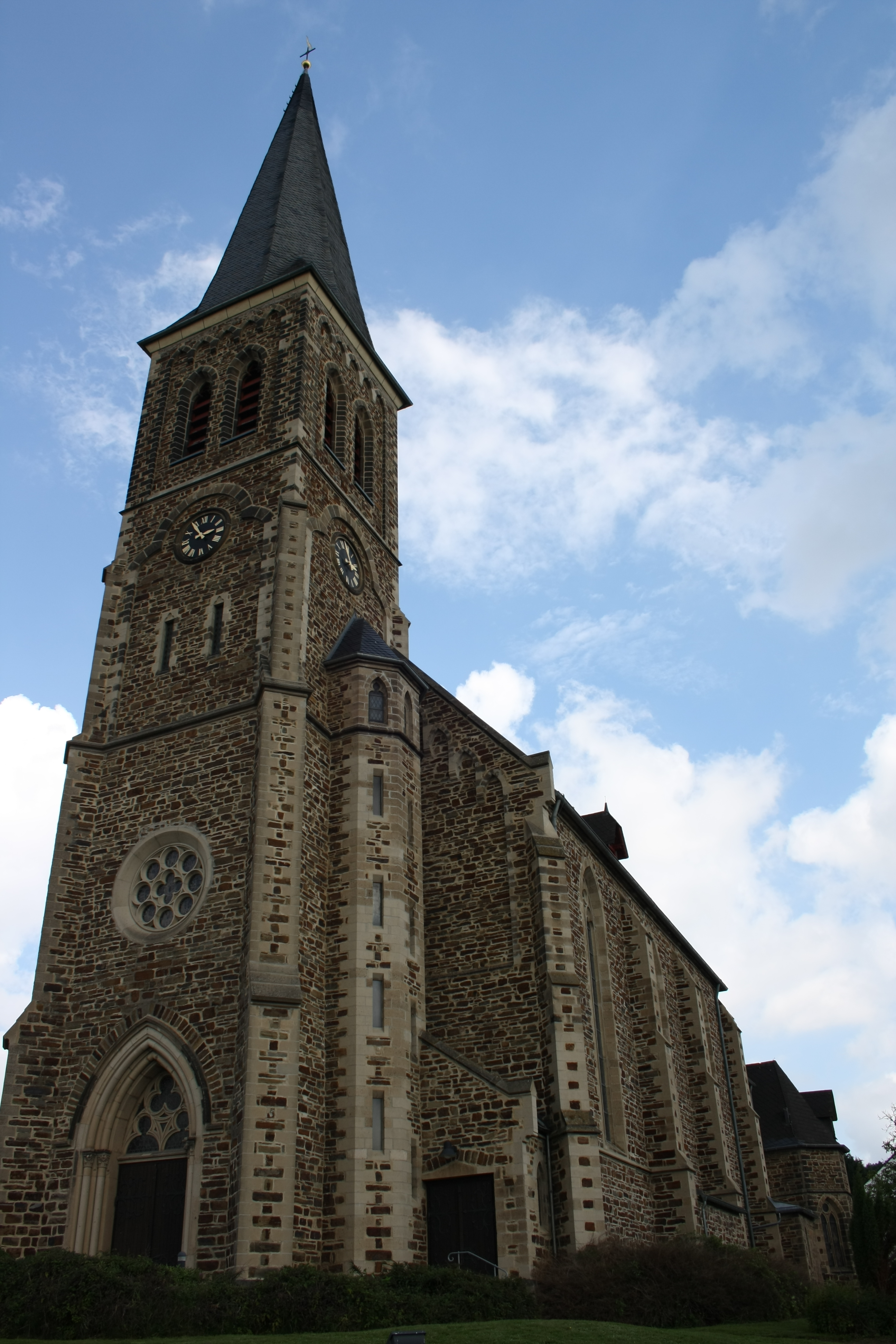
St. Martinuskerk, Holzweiler
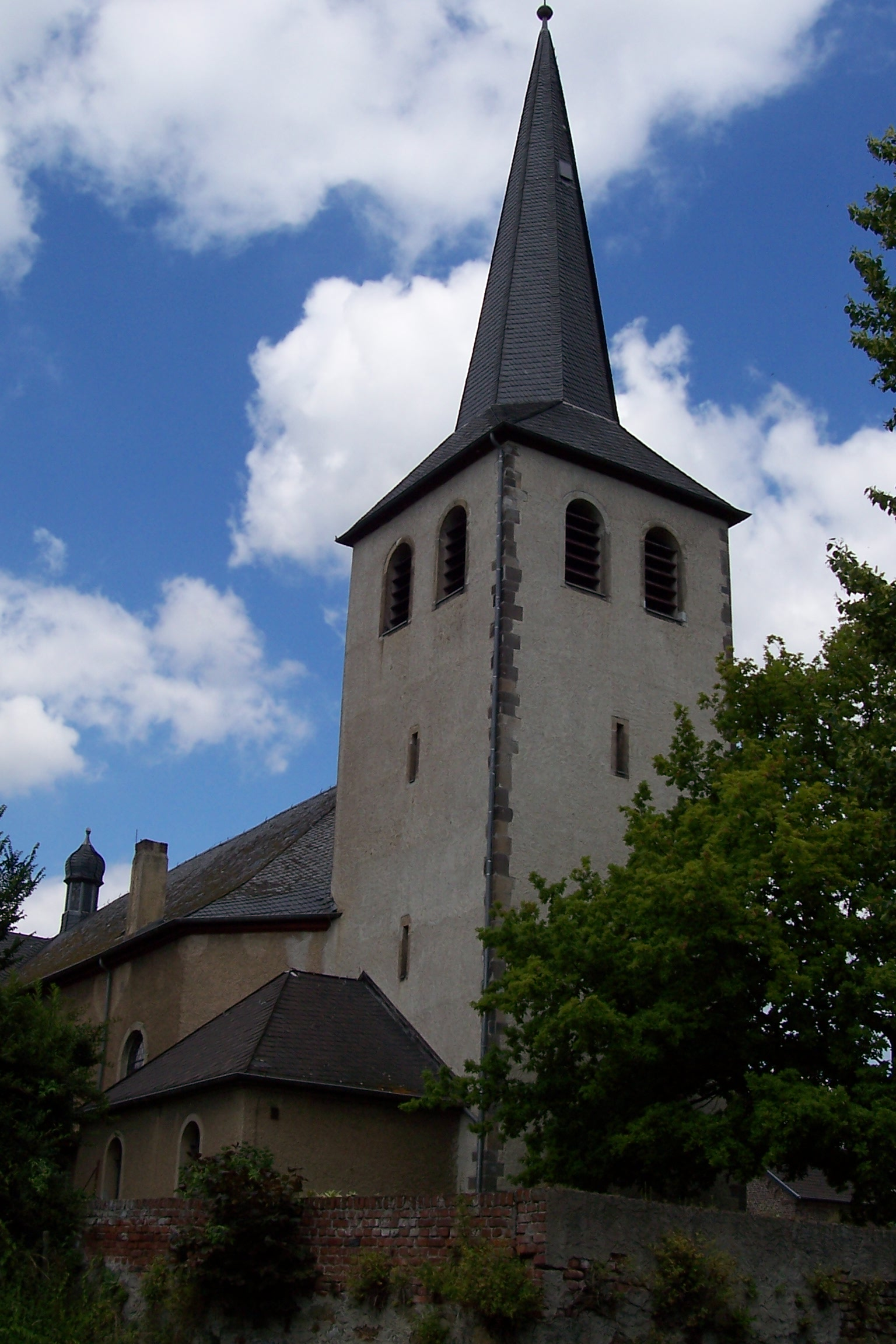
Toren van de St. Stefanuskerk, Leimersdorf
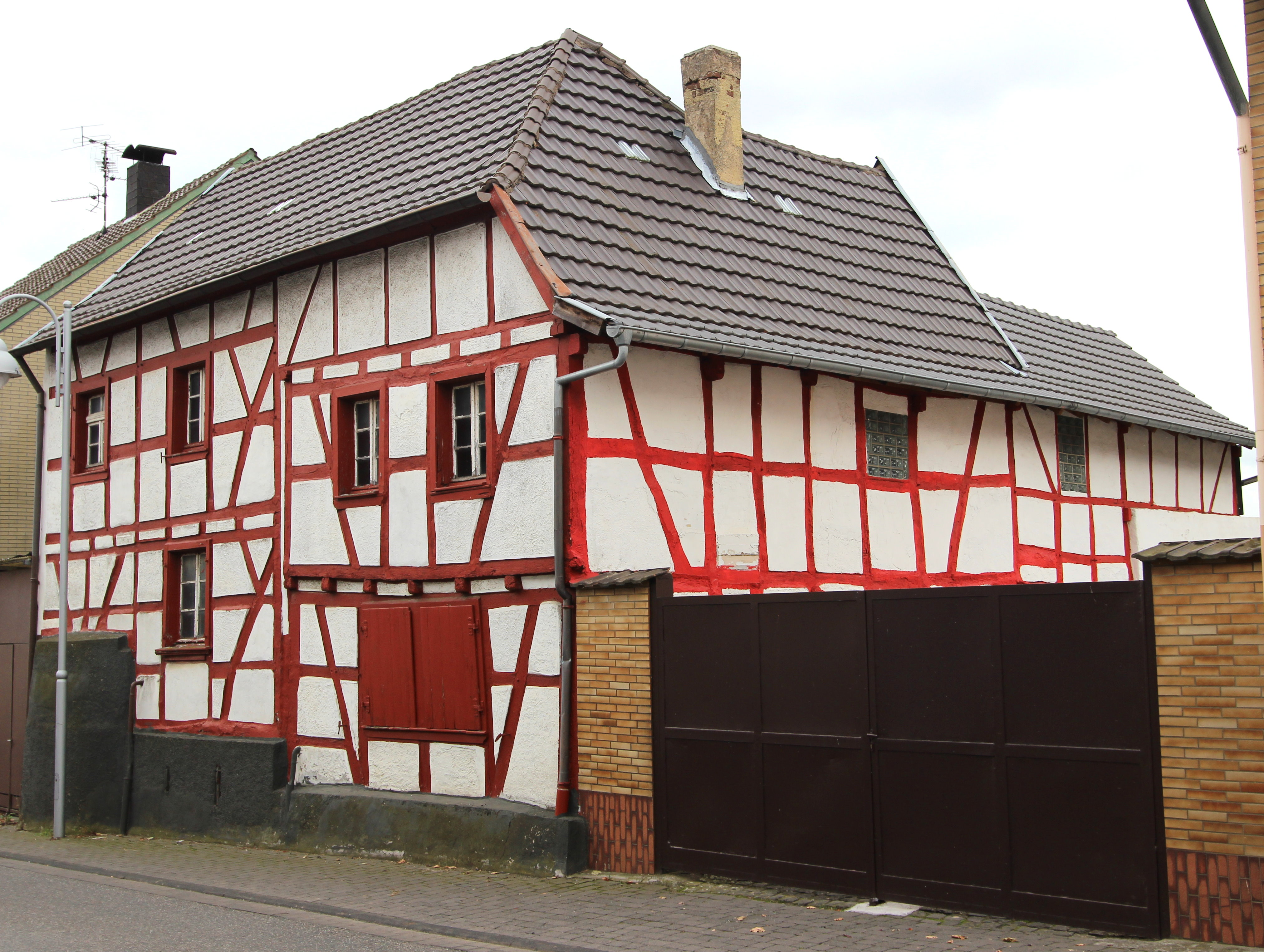
Vakwerkhuis te Leimersdorf-Oeverich
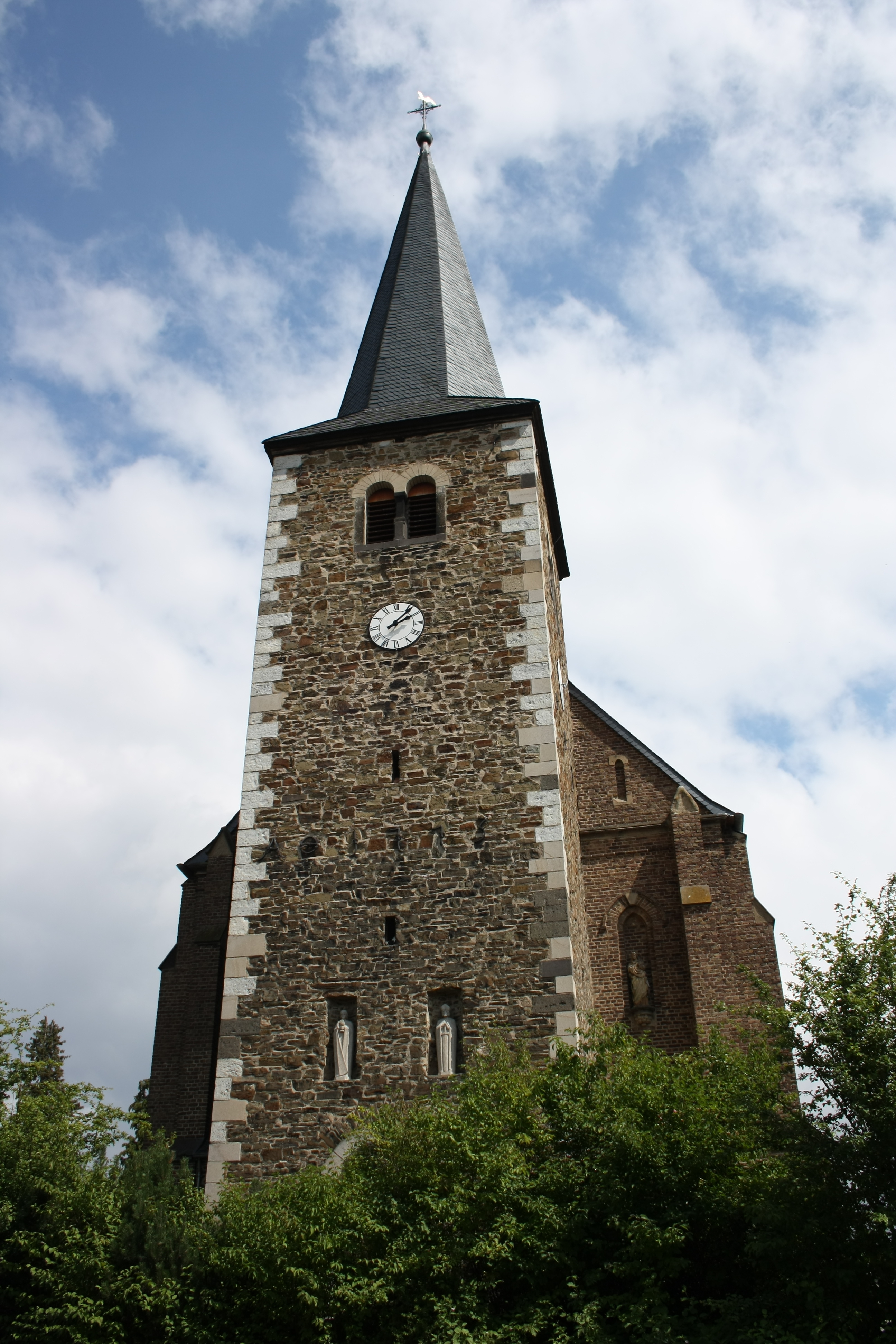
Toren van de St. Dionysiuskerk, Ringen
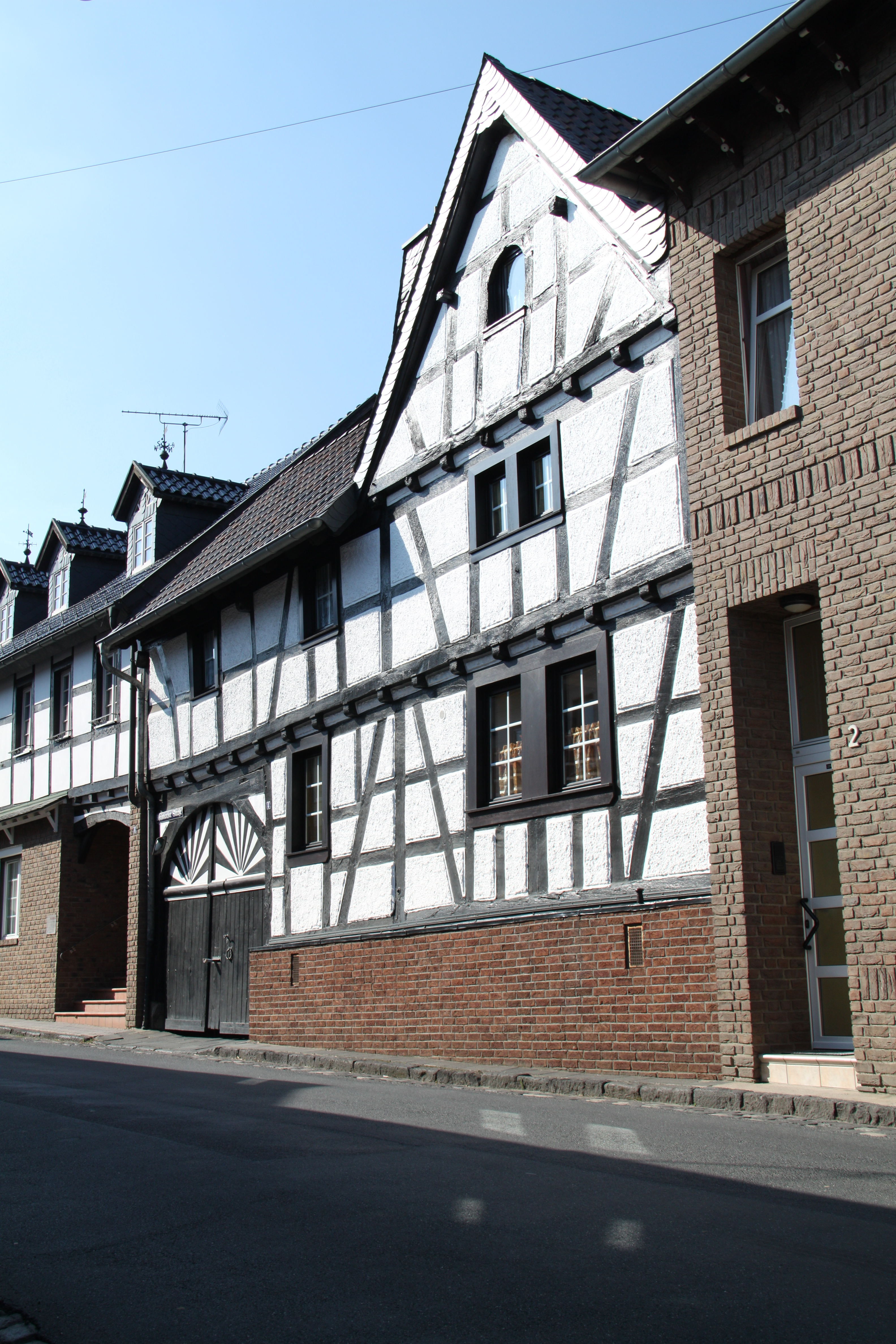
Vakwerkhuis te Ringen
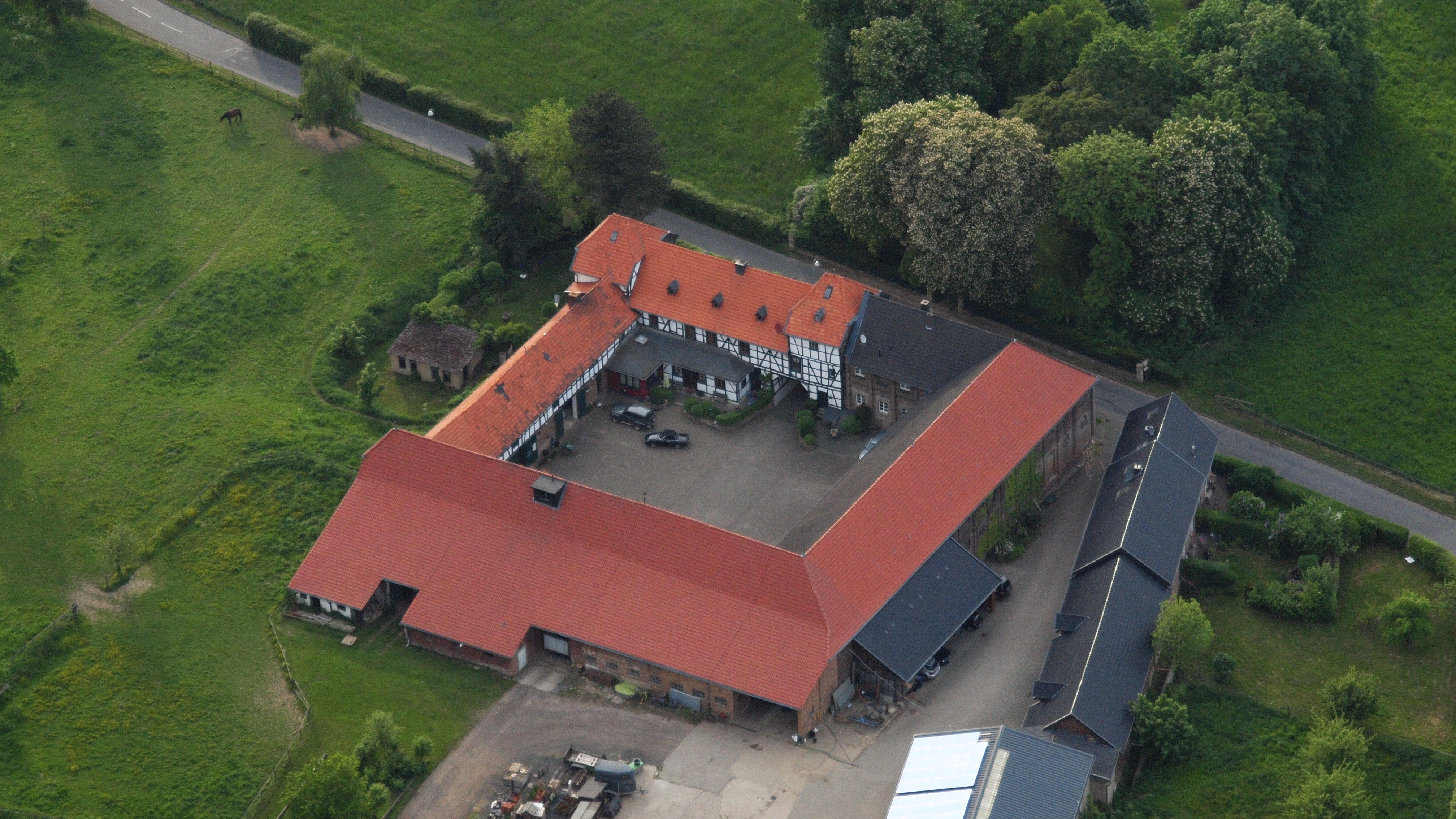
Monumentale boerderij te Vettelhoven

## Belangrijke personen in relatie tot de gemeente
- Anton Raaff (ook wel : Antonius Raaf; * 6 mei 1714 in Gelsdorf; † 28 mei 1797 in München) , beroemd operazanger (tenor). Wolfgang Amadeus Mozart componeerde de titelrol van zijn, in 1781 in première gegane, opera Idomeneo speciaal voor hem.